# Creatief schrijven
Creatief schrijven is elke vorm van schrijven waarbij de nadruk niet op functionele communicatie ligt, zoals bij journalistiek bijvoorbeeld het geval is, maar op het verhaal, de karakterontwikkeling en de literariteit van de tekst. Het kan zowel om fictie als om non-fictie gaan, met inbegrip van vormen als romans, biografieën, korte verhalen en gedichten.
Voornamelijk Engelstalige hogescholen en universiteiten bieden het Creatief schrijven als workshop aan. Daarin lezen en beoordelen studenten elkaars werk. Buiten het academische circuit bestaan er privé-opleidingen, zoals de Schrijversacademie in Antwerpen die een- of meerjarige programma's aanbiedt om de kandidaten voor te bereiden op een literaire carrière. De programma's van deze opleidingen sturen aan op het schrijven van oorspronkelijk werk in een eigen stijl, al kunnen de aanpak en de methodiek sterk verschillen. Er bestaan basisopleidingen met eenvoudige stappenplannen voor de beginnende schrijver en academische opleidingen die de student in aanraking brengen met al de aspecten van het boekenvak. 